# Onthophagus nigripennis
Onthophagus nigripennis es una especie de insecto del género Onthophagus, familia Scarabaeidae, orden Coleoptera.
 Fue descrita por D'Orbigny en 1908.
Visitan estiércol de elefantes. Se encuentran en Malasia.